# السياحة (عين العرب)
السياحة قرية سوريّة تتبع إداريّاً لمحافظة حلب منطقة عين العرب ناحية صرين، بلغ تعداد سكانها 281 نسمة حسب التعداد السكاني لعام 2004.